# Centre culturel d'Uccle
 (mai 2015).
Si vous disposez d'ouvrages ou d'articles de référence ou si vous connaissez des sites web de qualité traitant du thème abordé ici, merci de compléter l'article en donnant les références utiles à sa vérifiabilité et en les liant à la section « Notes et références ».
Le Centre culturel d’Uccle (CCU) est une salle de spectacle pluridisciplinaire, gérée par l'asbl Association Artistique et Culturelle d'Uccle, et subsidiée par la commune d'Uccle.
Le CCU a pour objectif d’être un pôle de référence au niveau de la commune et de faire rayonner son identité singulière dans le paysage bruxellois. Il développe des projets en lien avec le quartier et le territoire de la commune afin de renforcer son action de proximité. Une politique des publics est mise en place, conjuguant attractivité, rayonnement, éducation artistique dès l’enfance et création de lien social.
Le bâtiment abrite un hall d’entrée donnant accès à trois espaces : la Salle de Spectacle comprenant 800 places, le Grand Foyer de 162 places, ainsi que le Petit Foyer de 80 places.

## Histoire
En 1958, l’Exposition Universelle se tient à Bruxelles, et le premier Centre Culturel du pays ouvre ses portes à Uccle. La première pierre du Centre culturel et artistique d'Uccle avait été posée le 30 novembre 1957, et l’inauguration a eu lieu le 4 octobre 1958. Le centre se situe 47 rue Rouge à proximité de l'avenue de Fré, de l'avenue Brugmann et de l'avenue de Wolvendael, face au Parc de Wolvendael.
Le CCU est une œuvre de l’architecte Léon Stynen, architecte anversois, qui fut un protagoniste de choix dans de nombreux mouvements d’architecture du XXème siècle : Art déco en 1920, modernisme dans les années 30 et fonctionnalisme dès les années 1950. Il œuvra à la conception bâtiments de nombreux emblématiques en Belgique, en particulier le Casino de Knokke en 1928, celui de Chaudfontaine en 1938 et le Casino Kursaal d’Ostende en 1950. Lors de l'Exposition Universelle de 1958 à Bruxelles, il créa la chaise SL 58, l'unique mobilier de sa carrière, avec 400 unités commandées pour le Centre culturel d'Uccle.
Ce centre culturel permit aux sociétés et associations intéressées d’organiser des bals, des conférences, des concerts, des projections de films, des débats et toutes autres manifestations culturelles et artistiques (ballets, concerts, expositions, réceptions, …). Il proposait aussi des représentations théâtrales, un cycle de conférences et des spectacles musicaux.
Jean-Pierre Rey fut un personnage clé du Centre culturel d'Uccle. Son expérience du théâtre et des tournées lui a permis d’insuffler un dynamisme sans pareil aux productions du CCU, marquant ainsi le milieu artistique bruxellois. Il fut le seul directeur artistique du Centre culturel d'Uccle.
Pour célébrer ses 60 ans, le CCU a organisé une exposition marquante en 2018, retraçant l’histoire du bâtiment, de ses espaces, de son mobilier et de son décor.
En 2019, Tristan Bourbouze est nommé nouveau directeur du Centre culturel d’Uccle. Son arrivée s’accompagne d’une nouvelle vision et d’un projet conçu pour le CCU. Il a souhaité créer une identité artistique propre à ce lieu, et une programmation éclectique mêlant théâtre, musique, danse, cirque, humour, jeune public, cinéma et expositions.
En 2025, le CCU obtient la reconnaissance officielle en tant que Centre Culturel par la Fédération Wallonie-Bruxelles, marquant une étape clé dans son histoire et soulignant l'impact de ses actions culturelles.

## Activités
Le CCU propose une programmation pluridisciplinaire et tout public, notamment avec une section jeune public, incluant du théâtre, de la danse, du cirque, de l’humour, de la musique et du cinéma. Des festivals accueillent de nombreux spectacles.
Il propose un ciné-club et des projections Ciné Kids. Il met également en place des ciné-conférences, Exploration du Monde, qui nous font découvrir différentes destinations à travers le monde.
Les ateliers et stages, riches et variés, facilitent les rencontres et les échanges.
Le CCU accueille l'Université Populaire du Théâtre.
Il propose ses propres spectacles et activités tout en mettant ses espaces à disposition pour des locations.

## Rénovations
Une première série de rénovations est organisée en 1992 et en 1993, portant principalement sur le grand foyer et le hall d'entrée.
Des rénovations majeures se sont déroulées de 2003 à 2013. La première phase concerne l’équipement du Grand Foyer. L’étude de faisabilité et le relooking des lieux furent confiés à l’architecte Burtonboy qui conçut notamment le cube en façade, les hublots du hall d’entrée créant une ouverture vers le Petit Foyer ainsi que l’installation d’un gradin modulable.
La réalisation des travaux, leur surveillance et les choix de la nouvelle décoration du CCU, matériaux et coloris, furent confiés à l’architecte communale Madame Collart. En 2003, tout le système de ventilation et de chauffage fut rénové par la firme Collon. Entre 2004 et 2005, le Grand Foyer fut doté d’un gradin rétractable pour 172 (162 désormais) spectateurs. Cette salle, également munie d’un grill technique et d’un éclairage moderne, devint ainsi une seconde salle de représentations, plus intime, et mieux équipée pour des expositions temporaires. Des panneaux acoustiques furent placés
Deuxième phase s’est déroulée durant l’été 2007, la grande phase des travaux entamés en 2003 s’acheva avec la rénovation du hall d’entrée, des sanitaires et du Petit Foyer. Dorénavant équipé d’un grill technique, le Petit Foyer devint à son tour une salle idéale pour l’accueil de conférences et d’expositions temporaires. L’auvent, emblématique et représentatif de l’esprit architectural de Léon Stynen, fut remplacé la même année par un cube de verre et d’aluminium, imaginé par l’architecte Burtonboy, pour mieux accueillir le public et englobant les deux guichets de la billetterie. Le Centre Culturel et Artistique rénové fut inauguré en avril 2008.
Enfin, en 2013, l’isolation de la façade consista en l’ajout d’une enveloppe extérieure constituée de 15 cm d’isolant (en polystyrène expansé graphité) et recouvert d'un enduit beige clair. Un soubassement de 50 cm en pierre bleue est ajouté, ainsi que des profilés de rive en aluminium pour marquer les corniches.